# ちよだ鮨
株式会社ちよだ鮨（ちよだすし）は東京都と神奈川県を中心に、東日本で持ち帰り寿司店を展開している企業である。

## 概要
1959年に「毎日食堂」として創業。1995年に現商号（ちよだ鮨）になる。事業の中心となっているのが、小売店形式やスーパーマーケット、百貨店店内で持ち帰り専用で売っている持ち帰り寿司店で東京都内や神奈川県などを中心に現在約200店舗存在している。その他にリーズナブルな回転寿司店、本格的な寿司を提供する本格すし店、さらに立ち食い形式の寿司店を出すなどしている。

## 沿革
- 1959年12月 千代田区有楽町に資本金50万円で「株式会社毎日食堂」設立 。
- 1963年6月 「千代田食堂株式会社」に商号変更。
- 1967年12月 「株式会社千代田」に商号変更。
- 1994年11月 回転すし店「回鮮ちよだ鮨」1号店を豊洲に開店。
- 1995年10月 「株式会社ちよだ鮨」に商号変更
- 2005年9月 築地に新業態「立食いすし処ちよだ鮨」を開店
- 2006年2月 ニューヨーク・マンハッタンにニューヨーク五番街店を開店
- 2016年12月 ホーチミンに寿司をはじめとした日本料理店の「ちよだ鮨」を開店